# Michele Salvati
Michele Salvati, all'anagrafe Micael Antonio Maria Salvati (Cremona, 4 maggio 1937), è un economista e politologo italiano, deputato dal 1996 al 2001 e primo teorizzatore del Partito Democratico. È stato sposato con Bianca Beccalli (Pavia, 26 ottobre 1938 - Milano, 17 ottobre 2024), sociologa e docente universitaria.

## Biografia
Laureato in Giurisprudenza all'Università degli Studi di Pavia come alunno dell'Almo Collegio Borromeo nel 1960, ha conseguito una seconda laurea in Economia all'Università di Cambridge, cinque anni dopo.
Ha fondato insieme a Fernando Vianello, Sebastiano Brusco, Andrea Ginzburg e Salvatore Biasco la Facoltà di Economia dell'Università degli Studi di Modena e Reggio Emilia.
Ha insegnato Economia Politica all'Università degli Studi di Milano, nella facoltà di Scienze Politiche.
Alla fine degli anni sessanta ha militato nella nuova sinistra, scrivendo sulle principali riviste dei movimenti, in particolare su Quaderni Piacentini e Giovane Critica.
Ha scritto e scrive editoriali per numerosi quotidiani, come il Corriere della Sera, Il Foglio, la Repubblica, l'Unità e Il Sole 24 ore, e per riviste come Stato e Mercato e Il Mulino, rivista, quest'ultima, di cui è stato direttore per due trienni (2012-2014 e 2015-2017).
Alle elezioni del 1996 è stato candidato per L'Ulivo alla Camera dei deputati nel collegio di Milano 1, che perse contro Silvio Berlusconi (51,5 a 36,3%); fu comunque ripescato nella parte proporzionale, venendo quindi eletto per la lista del Partito Democratico della Sinistra. Nella veste di deputato ha contribuito alla Commissione parlamentare per le riforme costituzionali, la cosiddetta "Bicamerale", progetto poi fallito.
Anche dopo aver lasciato la carica di deputato, non ha smesso di interessarsi alle questioni politiche italiane: il 10 aprile 2003, con un appello su Il Foglio, è il primo a teorizzare la nascita del Partito Democratico, una formazione in cui si sarebbero dovuti sciogliere i Democratici di Sinistra e La Margherita, e che potesse riunire in un unico soggetto di centrosinistra tutti i riformisti. Al Partito Democratico ha dedicato due libri, Il Partito democratico. Alle origini di un'idea politica, del 2003, e Il partito democratico per la rivoluzione liberale, del 2007.
Agli inizi del 2016 prende posizione a favore del sì al referendum costituzionale dichiarando: "Faccio fatica a capire le ragioni di chi si schiera contro. Votare al referendum è un atto meritorio non tanto per il futuro di Renzi ma dell'Italia".
Il 23 dicembre 2008 il Presidente della Repubblica Giorgio Napolitano gli conferisce l'onorificenza di Grande Ufficiale dell'Ordine al Merito della Repubblica Italiana.
Nel 2012 viene nominato Professore Emerito di Economia Politica presso il Dipartimento di Scienze Sociali e Politiche dell'Università degli Studi di Milano.
Nel 2013 diventa Socio Corrispondente dell'Accademia Nazionale dei Lincei: Classe di Scienze Morali, cat. VII Scienze Sociali e Politiche. Il 26 luglio 2023 gli viene conferita la qualifica di Socio Nazionale.
Il 7 dicembre 2017, nella tradizionale cerimonia al Teatro Dal Verme, il Sindaco di Milano Giuseppe Sala gli conferisce la Medaglia d'Oro (o Ambrogino d'Oro) massima onorificenza del Comune di Milano. Anche sua moglie, Bianca Beccalli, ha ricevuto lo stesso riconoscimento quindici anni prima, il 7 dicembre 2002. Ciò li rende una delle pochissime coppie, se non l'unica, ad avere ottenuto la più importante decorazione della città di Milano.

## Opere
- Economia e politica in Italia dal dopoguerra ad oggi, Milano, Garzanti, 1984.
- Alberto Martinelli, Michele Salvati, Salvatore Veca, Progetto 89. Tre saggi su libertà, eguaglianza, fraternità, Milano, Il Saggiatore, 1989, ISBN 978-88-565-0140-7.
- Interessi e ideali. Interventi sul programma del nuovo PCI, Milano, Feltrinelli, 1990, ISBN 88-07-09025-2.
- Sinistra o cara, Bologna, il Mulino, 1995, ISBN 88-15-05077-9.
- La sinistra, il governo, l'Europa, Bologna, il Mulino, 1997, ISBN 88-15-06098-7.
- Occasioni mancate. Economia e politica in Italia dagli anni '60 a oggi, Roma, Laterza, 2000, ISBN 88-420-6066-6.
- Il Partito democratico. Alle origini di un'idea politica, Bologna, il Mulino, 2003, ISBN 88-15-09664-7.
- Giovanni Matteoli (a cura di), Le riforme dei riformisti, introduzione di Enrico Morando e Michele Salvati, Roma, Edizioni Riformiste, 2005, SBN TO01395655.
- Il partito democratico per la rivoluzione liberale, Milano, Feltrinelli, 2007, ISBN 978-88-07-71031-5.
- Capitalismo, mercato e democrazia, Bologna, il Mulino, 2009, ISBN 978-88-15-13398-4.
- Tre pezzi facili sull'Italia. Democrazia, crisi economica, Berlusconi, Bologna, il Mulino, 2011, ISBN 978-88-15-23440-7.